# Västanå, Bromölla kommun
Västanå är en ort i Bromölla kommun i Skåne län, belägen just väster om Näsum i Näsums socken. Området avgränsades före 2015 till en småort, och är från 2015 en del av tätorten Näsum.
I Västanå finns en gammal järngruva med flera sällsynta mineral. 1868 upptäckte den svenske kemisten Christian Wilhelm Blomstrand de nya mineralen berlinit, augelit, attakolit och trolleit i gruvan. Gruvan är i dag fornminnesskyddad.
Västanå kvarn, som maler säd, är fortfarande i drift.

## Befolkningsutveckling
| Befolkningsutvecklingen i Västanå 1990–2010 | Befolkningsutvecklingen i Västanå 1990–2010 | Befolkningsutvecklingen i Västanå 1990–2010 | Befolkningsutvecklingen i Västanå 1990–2010 | Befolkningsutvecklingen i Västanå 1990–2010 |
| ------------------------------------------- | ------------------------------------------- | ------------------------------------------- | ------------------------------------------- | ------------------------------------------- |
|                                             |                                             |                                             |                                             |                                             |
| År                                          |                                             |                                             | Folkmängd                                   | Areal (ha)                                  |
| 1990                                        | 1990                                        |                                             | 142                                         | 38                                          |
| 1995                                        | 1995                                        |                                             | 153                                         | 27                                          |
| 2000                                        | 2000                                        |                                             | 145                                         | 27                                          |
| 2005                                        | 2005                                        |                                             | 130                                         | 26                                          |
| 2010                                        | 2010                                        |                                             | 122                                         | 26                                          |
| Anm.: Sammanvuxen med Näsum 2015            |                                             |                                             |                                             |                                             |

## Bildgalleri

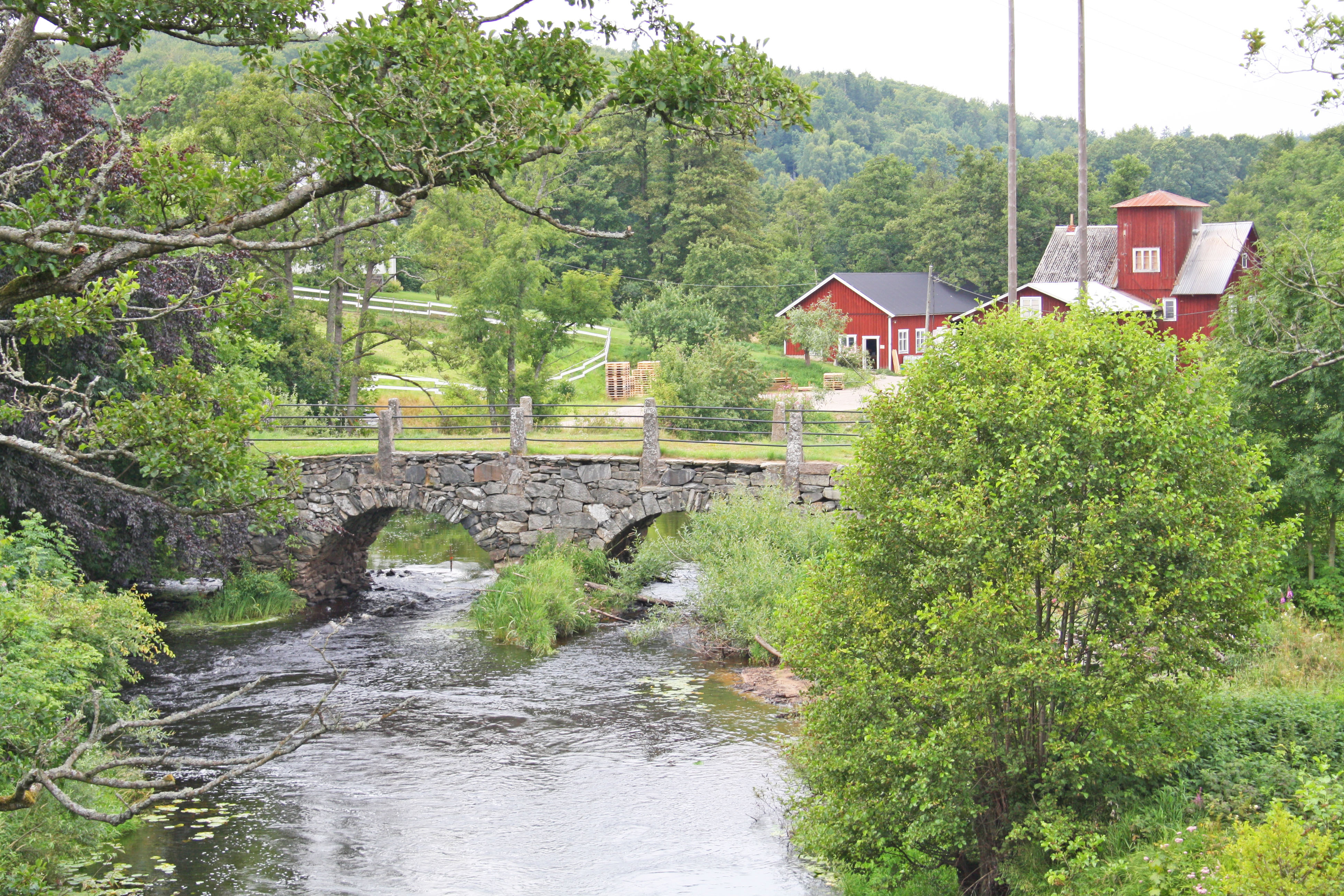
Holjeån med Västanå kvarn i bakgrunden.